# Hyalobathra inflammata
Hyalobathra inflammata is een vlinder van de familie van de grasmotten (Crambidae). De wetenschappelijke naam van deze soort is voor het eerst voorgesteld door George Francis Hampson in een publicatie uit 1913.
De soort komt voor in Indonesië (Papoea) en is voor het eerst ontdekt op Japen.